# Agente de usuário
Um agente do usuário é qualquer software que recupera e apresenta conteúdo da Web para usuários finais ou é implementado usando tecnologias da Web. Os agentes do usuário incluem navegadores da Web, reprodutores de mídia e plug-ins que ajudam na recuperação, renderização e interação com o conteúdo da Web. A família de agentes de usuário também inclui shells de sistema operacional, eletrônicos de consumo com widgets da Web e aplicativos autônomos ou aplicativos incorporados cuja interface do usuário é implementada como uma combinação de tecnologias da Web.